# إليزابيث شيكون
إليزابيث شيكون (بالإنجليزية: Elizabeth Kishkon)‏ (7 يناير 1931 - 29 أغسطس 2018) هي سياسية كندية، كانت قد شغلت منصب العُمدة التاسع والعشرون لمدينة وندسور، أونتاريو في الفترة ما بين 1983 حتى 1985، وكانت أول امرأة تُنتخب لمنصب عمدة وندسور.